# Maria Curatolo
Maria Curatolo (* 12. Oktober 1963 in Turin) ist eine ehemalige italienische Langstreckenläuferin.
1984 siegte sie beim Cesano-Boscone-Marathon und 1985 bei Roma – Ostia. Bei den Leichtathletik-Europameisterschaften 1986 in Stuttgart wurde sie Zehnte über 10.000 m. Im Jahr darauf kam sie beim IAAF-Weltcup-Marathon auf den 22. Platz, gewann die Susavigliana (den heutigen Turin-Marathon) und wurde Zweite beim Venedig-Marathon. 
1988 wurde sie Achte beim Marathon der Olympischen Spiele in Seoul und gewann den Silvesterlauf Bozen. 
Nach einem schweren Unfall musste sie über zwei Jahre pausieren. 1993 wurde sie Zweite beim Turin-Marathon, und 1994 wurde sie Zweite bei der Stramilano und gewann Silber beim Marathon der EM in Helsinki.
1995 folgte ein Sieg beim Giro di Castelbuono und ein fünfter Platz beim Berlin-Marathon. Beim Marathon der Olympischen Spiele 1996 in Atlanta erreichte sie nicht das Ziel.
Nationale Meisterin wurde sie viermal über 10.000 m (1985, 1987–1989), dreimal im Halbmarathon (1986, 1988, 1995) und zweimal im Crosslauf (1987, 1988).

## Persönliche Bestzeiten
- 3000 m: 8:53,55 min, 19. August 1987, Zürich
- 5000 m: 15:45,54 min, 20. Juni 1987, Trient
- 10.000 m: 32:04,34 min, 30. August 1986, Stuttgart
- Halbmarathon: 1:11:08 h, 16. April 1994, Mailand
- Marathon: 2:30:14 h, 23. September 1988, Seoul